# Ӌ
Ӌ, ӌ (w Unikodzie nazywana chakaskie Ч) – litera rozszerzonej cyrylicy, 31 litera alfabetu chakaskiego. Oznacza dźwięk [dʒ].
Została wprowadzona do alfabetu w wyniku reformy przeprowadzonej w 1947 r. W chakaskim alfabecie łacińskim z lat 1929–1939 odpowiadała jej litera Ç, a alfabecie cyrylickim z lat 1924–1929 – litera Ј.

## Kodowanie
| Znak                   | Ӌ                                      | Ӌ                                      | ӌ                                    | ӌ                                    |
| ---------------------- | -------------------------------------- | -------------------------------------- | ------------------------------------ | ------------------------------------ |
| Nazwa w Unikodzie      | Cyrillic Capital Letter Khakassian Che | Cyrillic Capital Letter Khakassian Che | Cyrillic Small Letter Khakassian Che | Cyrillic Small Letter Khakassian Che |
| Kodowanie              | dziesiątkowo                           | szesnastkowo                           | dziesiątkowo                         | szesnastkowo                         |
| Unicode                | 1227                                   | U+04CB                                 | 1228                                 | U+04CC                               |
| UTF-8                  | 211 139                                | d3 8b                                  | 211 140                              | d3 8c                                |
| Odwołania znakowe SGML | &#1227;                                | &#x04CB;                               | &#1228;                              | &#x04CC;                             |